# Шахверди (хан Гянджи)
Шахверди хан Калбали хан оглы Зиядоглу-Каджар (азерб. Şahverdi xan Kəlbəli xan oğlu Ziyadoğlu-Qacar) — хан Гянджи (1748—1765).

## Биография
Шахверди хан, сын Калбали-хана, родился в Гяндже. У него было прекрасное дворцовое образование. После смерти Угурлу хана II в Карабахском (Гянджинском) беглярбекстве стал его преемником. О первых годах его правления известно, только то, что он не поддерживал Надир шаха. Выступал с поддержкой Сам Мирзы и даже прислал прошение о своей солидарности.
Надир-шах отправил Насруллу Мирзу с 15 тыс. войском с целью подчинить непослушного беклярбека и «разорять Гянджу». Шахверди хан был вынужден бежать из Гянджи и найти убежище у Теймураза II, царя Картли.
После смерти Надир-шаха Шахверди хан, как «потомственный» правитель Гянджи, который к тому времени вернулся из Грузии и с помощью Теймураза, разгромил иранский гарнизон в Гяндже. Восстановив власть фамилии Зиядоглу он объявил себя гянджинским ханом. За оказанную ему помощь Шахверди хан обязался платить ежегодно 10 тыс. туманов царю Теймуразу и его сыну Ираклию.
В 1749 году Панахали-хан Карабахский двинулся на Гянджу с войском. Гянджинцы закрыли ворота крепости и начали защищаться. Панахали-хан не мог войти в город и получил много добычи от остального населения города и армян Килсакенда. Шахверди-хан обратился за помощью к правителю Шеки Гаджи Челеби, царской общине и царю Кахетии Ираклию II. Панахали-хан выступил вперед и проводил гибкую политику. Он призвал к себе Хаджи Чалаби-хана и народ Царя. Им передали трофеи. Гаджа Челеби посоветовал ханам Гянджи и Карабаха заключить мир. Панахали-хан вернулся после того как получил дочь Шахверди-хана Тути-бей и 450 тумен подати.
Между тем Ираклий-хан II, грузинский валий, пригласил Шахверди-хана Гянджинского, Панах-хана Карабахского, Казим-хана Карадагского, Гусейн-Али-хана Эриванского и Гайдар-Кули-хана Нахичеванского собраться и составить общий союз против Гаджи Челеби хана Шекинского, власть которого возрастала день ото дня. Когда съехались близ Гянджи, то Ираклий-хан, поставив в засаде войско, окружил и схватил всех ханов.

## Дети
У Шахверди хана были сыновья по имени Мухаммед Хасан-хан, Мухаммад-хан, Рахим-хан, Джавад-хан, Садраддин-ага, Хасанпаша-ага, Махмуд-ага, Багир-ага, дочери Хуршид-бейим, Тути-бейим, Хейранниса-бейим.